# Listă de companii din Giurgiu
Aceasta este o listă de companii din Giurgiu:
- Giurgiu Nav
- Lacta Giurgiu
- Șantierul Naval Giurgiu
- SCAEP Giurgiu Port
- Verachim
- Zirom
- Întreprinderea de Construcții și Utilaje Grele din Giurgiu (ICMUG)[1][2][3][4] - vezi Mihai Ulis Tânjală
- Agroholding Giurgiu[5]